# FK Budućnost Podgorica
El FK Budućnost Podgorica (ciríl·lic: Будућност Подгорица) és un club de futbol montenegrí de la ciutat de Podgorica.

## Història
El club va ser fundat l'any 1925. Durant els anys en què va pertànyer a l'antiga Iugoslàvia s'anomenà Budućnost Titograd, a causa de l'antic nom de la ciutat, Titograd. Forma part de l'organització poliesportiva SD Budućnost.
Evolució del nom:
- 1925–1928: RSK Zora (Radnički sportski klub "Zora" / Club Esportiu dels Treballadors "Zora")
- 1928–1937: RSK Budućnost (Radnički sportski klub "Budućnost" / Club Esportiu dels Treballadors "Budućnost")
- 1937–1941: RSK Crna Gora (Radnički sportski klub "Crna Gora" / Club Esportiu dels Treballadors "Montenegro")
- 1945–avui: FK Budućnost (Fudbalski klub "Budućnost" / Futbol Club "Budućnost")

## Palmarès
- Lliga montenegrina de futbol:[1]
  - 2007–08, 2011–12, 2016-17, 20219-20, 2020-21, 2022-23, 2024-25

- Copa montenegrina de futbol:[2]
  - 2012–13, 2018–19, 2020–21, 2021–22, 2023–24

- Lliga de Montenegro (Iugoslàvia): 
  - 1932, primavera 1933, tardor 1933, 1934

- Copa Intertoto: 
  - 1981

## Futbolistes destacats
Internacionals amb Iugoslàvia i Sèrbia i Montenegro
- Dragoljub Brnović
- Dragan Simeunović
- Branko Brnović
- Dragoje Leković
- Predrag Mijatović
- Željko Petrović
- Dejan Savićević
- Anto Drobnjak
- Niša Saveljić

Internacionals Montenegro
- Simon Vukčević
- Igor Burzanović
- Milan Purović
- Risto Lakić
- Mladen Božović
- Mirko Raičević

Altres montenegrins
- Dragan Brnović
- Srđan Radonjić
- Vladan Savić
- Aleksandar Nedović
- Ardian Đokaj
- Ibrahim Lekić